# Сур (Граубюнден)
Сур (нем. Sur GR) — деревня и бывшая коммуна в Швейцарии, в кантоне Граубюнден. 
До 2015 года имела статус отдельной коммуны. 1 января 2016 года объединена с коммунами Бивио, Кунтер, Марморера, Мулегнс, Риом-Парсонц, Залуф, Савоньин и Тиницонг-Рона в новую коммуну Сурсес.
Входит в состав региона Альбула (до 2015 года входила в округ Альбула).
Население составляет 87 человек (на 31 декабря 2006 года). Официальный код  —  3540.